# لازار توفگجیچ
لازار توفگجیچ (سیریلیک صربی: Лазар Туфегџић؛ زادهٔ ۲۲ فوریهٔ ۱۹۹۷) بازیکن فوتبال اهل صربستان است.
از باشگاه‌هایی که در آن بازی کرده‌است می‌توان به باشگاه فوتبال بئوگراد اشاره کرد.
وی همچنین در [تیم ملی فوتبال صربستان]] بازی کرده‌است.